# Benátecký vrch
Benátecký vrch (251 m n. m., někdy též Benátský vrch) je vrch v okrese Mladá Boleslav Středočeského kraje ležící asi 3 km zjz. od obce Lipník, na katastrálním území Staré Benátky. Je to nejvyšší významný vrchol Vrutické pahorkatiny.

## Popis vrchu
S vrchem souvisí přírodní rezervace Pod Benáteckým vrchem, která se nachází 2,5 km na JJV.

## Geomorfologické zařazení
Vrch náleží do celku Jizerská tabule, podcelku Dolnojizerská tabule, okrsku Vrutická pahorkatina a podokrsku Jiřická plošina.

## Přístup
Automobilem lze přijet po silnici Benátky nad Jizerou – Boží Dar, v jejímž těsném jižním sousedství vrch leží, a dále pokračovat pěšky. Východním sousedstvím vrchu vede modrá turistická stezka.